# Dictymia mckeei
Dictymia mckeei är en stensöteväxtart som beskrevs av Tindale. Dictymia mckeei ingår i släktet Dictymia och familjen Polypodiaceae. Inga underarter finns listade.

## Bildgalleri

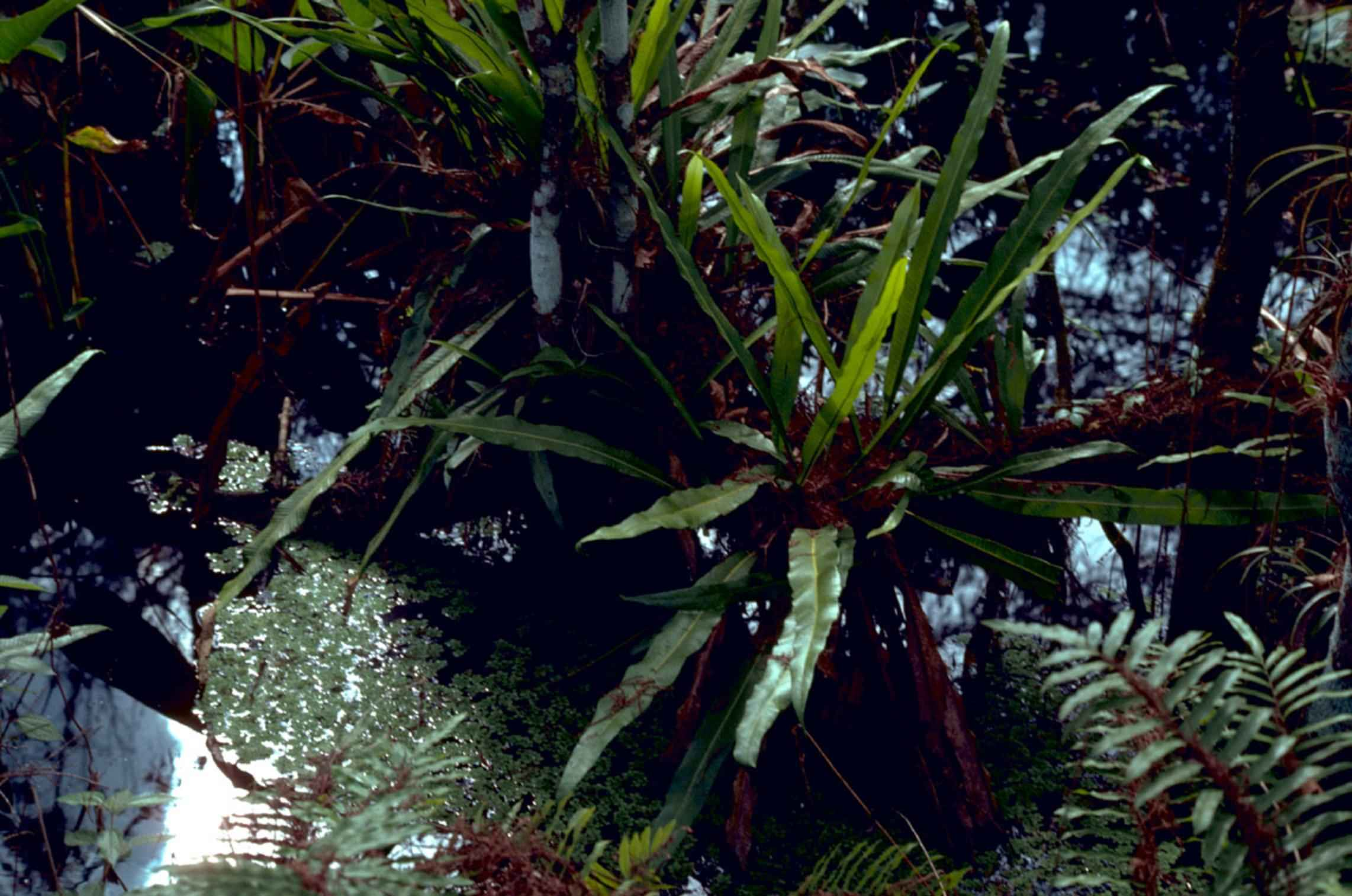